# FC Marco
El Futebol Clube do Marco fue un club de fútbol portugués, de la ciudad de Marco de Canaveses en el distrito de Oporto. Fue fundado en 1927 y jugaba en la Segunda División B de Portugal. El club desapareció en 2008.
En marzo de 2008 un grupo de seguidores decidieron formar un nuevo club dando oorigen al AD Marco 09. 
Su estadio era el Estadio Municipal de Marco de Canaveses, anteriormente llamado Estadio Avelino Ferreira Torres, con capacidad para 9000 espectadores. En él hace la nueva institución, el club AD Marco 09.